# Liste der Farbräume
Dies ist eine Liste der Farbräume mit Anmerkungen zu deren Anwendung. Ein Farbraum beruht auf einem Farbmodell und ist zugleich eine spezifische Abbildung dieses Farbmodells in einem allgemeinen Farbraum. Ein Farbraum bietet ein Koordinatensystem zur Quantifizierung von Farbvalenzen bzw. von Farbe. Heute wird weltweit eine große Zahl von Farbräumen benutzt.
Diese Liste beinhaltet auch systematische Farbsammlungen bzw. Farbkataloge.

## CIE Wahrnehmungsbezogene Farbräume

### CIE 1931 XYZ
Dies ist der erste fundierte Farbraum und basiert auf einem Normalbeobachter und einem Blickfeld von 2°. Er beruht auf der Messung des menschlichen Farbwahrnehmungsvermögens im Bereich der Zone der höchsten Dichte der farbempfindlichen Photorezeptoren im Auge. Er ist Basis vieler anderer Farbräume.
Eine Variante ist der CIE 1964 X10, Y10, Z10 Farbraum, der sich auf ein größeres Blickfeld von 10° bezieht. Diese Variante wird seltener verwendet.

### CIE UCS 1960, CIEUVW
UCS und CIEUVW erlauben eine empfindungsgemäße Darstellung von Farben, insbesondere von Farbdifferenzen. Zudem ist eine Transformation der X10, Y10, Z10 enthalten. Diese gilt für die Messung über ein größeres Gesichtsfeld als CIE 1931 XYZ und seine Werte weichen gering ab.

### CIELUV 1976
CIELUV ist eine Weiterentwicklung und erlaubt es Farbdifferenzen noch besser und genauer zu messen. Der CIELUV-Raum ist wegen seiner linearen Eigenschaften besonders geeignet für die additive Farbmischung von Lichtfarben.

### CIELAB 1976, CIE-LCh
Das Ziel von CIELAB (L*a*b*, Lab) ist es, den Farbraum empfindungsgemäß linearer zu gestalten. Das heißt, dass eine zahlenmäßig gleiche Änderung eines Farbwertes auch eine gleiche Änderung in der visuellen Bewertung bedeutet. CIELAB wird meist als Alternative für den verwandten Lab-Farbraum „Hunter Lab“ verstanden. Dieser Farbraum wird allgemein für Oberflächenfarben, aber nicht für deren Mischung mit durchscheinenden Lichtern verwendet.
Der CIE LCh-Farbraum ist verwandt mit dem Lab-Farbraum. Er ist allerdings in Polarkoordinaten definiert.

### Modernere Modelle
Seit Ende der 1990er Jahre sind einige deutlich bessere Modelle entstanden, die den Anspruch erheben, CIELAB abzulösen, wie:
- IPT
- CAM02-UCS[2]
- CAM16-UCS
- Dolby ICtCp
- Jzazbz
- Oklab[3][4]

## Farbräume aus Mischung von Grundfarben

### Rot-Grün-Blau

Additive Farbmischung

RGB (aus Rot, Grün, Blau) beschreibt, welche „Art von Licht“ abgestrahlt werden muss, um eine vorgegebene Farbe zu erreichen. Licht wird dabei aus der „Dunkelheit“ heraus zusammengefügt. RGB besitzt gesonderte Werte jeweils für Rot, Grün und Blau. RGB selbst ist  eigentlich kein Farbraum, sondern eher das Farbmodell. Es gibt sehr viele verschiedene RGB-Farbräume dieses Farbmodells, von denen einige aufgeführt sind.
RGBA ist ein RGB mit einem zusätzlichen Alphakanal, der die Transparenz des RGB-Punktes oder des R-, G- und B-Wertes vermerkt.

#### sRGB
Der sRGB-Farbraum, oder Standard RGB (Red-Green-Blue), ist ein RGB-Farbraum, der gemeinsam von Hewlett-Packard und Microsoft für die Anwendung im Internet entwickelt wurde. Er wurde vom W3C, Exif, Intel, Pantone, Corel und anderen Industrieunternehmen bestätigt und übernommen und wird für Open-Source-Software wie GIMP benutzt. sRGB wird sowohl für firmenspezifische als auch offene grafische Formate wie SVG eingesetzt.
sRGB wird als üblicher Farbraum angesehen. Es ist der Standard-Farbraum von vielen Kameras, Farbdruckern, Bildschirmen und Programmen inklusive von Programmen zur Darstellung von Bildern im World Wide Web. sRGB ist ein relativ kleiner Farbraum, so dass alle umfassten Farben von den meisten Geräten am Markt verarbeitet werden können.
Der resultierende Farbraum entspricht einem Gamma von 2,2, dem mittleren Spannungsniveau von CRT-Displays jener Zeit.

#### Adobe RGB (vergleichbar eciRGB)

Größenvergleich von Farbräumen in der xy-Chromazitätsebene

Der Adobe RGB wurde 1998 von Adobe Inc. entwickelt. Das Ziel war es, die maximale Anzahl von Farben eines CMYK-Druckers auf einer RGB-Farbquelle wie einem Computerdisplay wiederzugeben.
Der eciRGB wird von der ECI (European Color Initiative) als Arbeitsfarbraum für die professionelle Bildbearbeitung empfohlen und deckt praktisch alle Druckverfahren sowie sämtliche verbreitete Displaytechniken ab. Er hat einen ähnlichen Farbumfang wie Adobe RGB, aber ein anderes Gamma.
Adobe RGB und eciRGB haben einen deutlich größeren Farbumfang als sRGB. Sie können etwa die Hälfte der sichtbaren Farben aus dem Lab-Farbraum darstellen. Der Gamut ist gegenüber sRGB vor allem im Cyan und Grün verbessert.

#### Adobe Wide Gamut RGB (vergleichbar ProPhoto-RGB, ROMM RGB)
Das Adobe Wide Gamut RGB wurde als RGB-Farbraum von Adobe als direkte Alternative zum Standard-RGB entwickelt. Es kann einen größeren Bereich als sRGB speichern. Der Wide-Gamut-Farbraum ist eine erweiterte Version des Adobe-1988-RGB. Zum Vergleich: Mit Wide Gamut lassen sich 77,6 % der sichtbaren Farben des Lab-Raumes bestimmen, mit dem Standard-Adobe-RGB sind es nur 50,6 %.
Ein Nachteil besteht darin, dass etwa 8 % dieses Farbraumes imaginäre Farben sind. Dies sind keine sichtbaren Farben, und sie lassen sich durch kein Medium darstellen. Das bedeutet, dass diese „unnötigen Farben“ letztlich Farbraum verschwenden, also die Genauigkeit des darzustellenden Farbraumes verringern.
Der ProPhoto-RGB-Farbraum ist ein noch größerer Farbraum, der von Kodak entwickelt wurde. Er ist auch bekannt als ROMM RGB (Referenz-Ausgabemedium-Metrisch). Er deckt über 90 % der sichtbaren Farben ab. Die Primärfarben für Blau und Grün sind allerdings keine real existierenden Farben. Sie liegen außerhalb des CIE L*a*b*-Farbraums bzw. CIE XYZ-Farbraums.

#### Weitere RGB-Räume
Es ergibt sich eine lange Liste von weiteren RGB-Farbräumen. Durch neue Rot-, Grün- und Blauauswahlen und anderen Gammawerten werden auch laufend neue Varianten entwickelt. Z. B.:
DCI-P3: RGB Farbraum für Filmindustrie.
ITU-R-Empfehlung BT.2020 (en: Rec. 2020): RGB Farbraum für UHDTV.

### Farbton, Sättigung und Helligkeit (abgeleitet von RGB)

#### HSV, HSL, HSB, HSI
HSV ist eine Umformung eines RGB-Farbraumes. Die Koordinaten sind H = Hue (Farbton), S=Saturation (Sättigung) und V = Value (Hellwert). Als Grundfläche des Farbkörpers wird oft ein Sechseck verwendet, das sich aus den Primärfarben RGB und den Sekundärfarben ergibt. Der Farbraum wurde 1978 von A. R. Smith veröffentlicht. Er wird in der Computergrafik häufig als Farbwähler bei der Eingabe von RGB-Werten verwendet.
Ein HSV-Farbwähler ist bei Künstlern beliebter, da er dem natürlichen „Denken in Farben“ gerechter wird: Die Änderung von Farbwert bzw. Sättigung passt besser als additive oder subtraktive Farbkomponenten zur Vorstellung von Farben. HSV ist auf den ersten Blick ähnlich zum L*a*b*-Farbraum, beinhaltet aber nur die Farben, die mit RGB darstellbar sind.
Ebenso sind die Varianten HSB, HSL und HSI aufgebaut, wobei zum Farbton (H) und der Sättigung (S) entweder B = Brightness (Helligkeit),  L = Luminance bzw. Lightness, also Leuchtkraft oder I = Intensität (des Lichtes) zur Dreidimensionalität ergänzt werden. Brightness als Klarheit steht für eine reine Farbe mit der Helligkeit von Weiß, Lightness als Helligkeit bezieht sich auf ein mittleres, neutrales Grau.

### Leuchtdichte und Farbigkeit (abgeleitet von RGB)

#### YIQ, YUV, YDbDr
YIQ speichert einen Helligkeitswert und zwei Farbigkeits-(Chrominance-)Werte, die ungefähr mit dem Blau und dem Rot der Farbe korrespondieren. Es entspricht im Aufbau dem YUV-Schema des PAL-Fernsehstandards (Australien und Europa, ausgenommen Frankreich mit seinem SECAM), nur dass es gegen YIQ um 33° verdreht ist. Das YDbDr-Schema wird im SECAM-Farbfernsehen genutzt und hat eine andere Verdrehung in der Farbigkeit.
- YIQ  – veralteter NTSC-Fernsehstandard (Nordamerika und Japan)
- YUV – analoges PAL (Australien, Europa ohne Frankreich), analoges NTSC Fernsehen
- YDbDr – analoges SECAM-Farbfernsehen (Frankreich)

#### YPbPr, YCbCr
YPbPr ist eine anders skalierte Version von YUV, was meist in der Digitalform als YCbCr verwendet wird.
- YPbPr – analoges HDTV und analoges Component Video
- YCbCr – digitales PAL/SECAM, digitales NTSC, DVB, JPEG, MPEG, DVD-Video, Video- und Bildkompression

#### YCC, xvYCC
Ähnlich zum YCbCr Farbraum.
- YCC-Farbmodell – von Kodak Photo CD.
- XvYCC  – von Sony, basierend auf YCC. Das ist ein Standardfarbraum für Digitalvideos und beruht auf dem ITU BT.601 und dem BT.709, wobei allerdings der Farbgamut durch erweiterte R/G/B-Vorgaben (primaries) festgeschrieben ist.

### Cyan-Magenta-Gelb

Subtraktive Farbmischung

CMYK basiert auf den Grundfarben Cyan, Magenta und Gelb, die durch Schwarz (engl. Key) ergänzt wurden. Im Gegensatz zu RGB wirkt hier im Wesentlichen die subtraktive Farbmischung, da jeder Farbauftrag auf einem weißen Papier die Papierreflexion verringert.
Das Modell leitet sich ab vom Vierfarbdruck mit Prozessfarben und beschreibt die Beschaffenheit und den Aufbau der Druckfarben. Das vom Substrat (oft Papier) reflektierte Licht wird durch die Druckfarben so beeinflusst, dass die gewünschte Farbe im Eindruck entsteht. Beginnend mit dem (meist) weißen Substrat subtrahieren die Druckfarben durch ihren Schichtaufbau soviel vom „Weiß“, dass das gewünschte Bild entsteht. Im CMYK-Raum sind die (Druck-)Farbenwerte für Cyan, Magenta, Gelb und Schwarz abgelegt. Es gibt praktisch für jeden Satz von Druckfarben, jedes Substrat und jede Druckaufgabe einen eigenen CMYK-Farbraum. Unter Druckaufgabe ist hier die Punktbildung, der Farbübergang jeder Druckfarbe (mit all ihren Produktionsunterschieden) und die jeweiligen technologischen Voraussetzungen zu verstehen.

## Spezielle Farbräume

### Farbräume mit nur 2 Komponenten (Farbtafel)
Die frühen technischen Farbräume hatten nur zwei Komponenten. Bei ihnen blieb der blaue Anteil des Lichtes unbeachtet. Beim (historischen) Übergang vom Schwarz-Weiß-Bild oder einem monochromatischen Bild zum Farbbild brachte ein technisch wesentlich komplexerer Dreikomponentenprozess nur eine wenig bessere Farbtreue als das technisch einfachere Zweifarbenbild. Beispiele:

#### CIE xy-Farbraum (Normfarbtafel, Chromatizitätsdiagramm)
Der xy-Farbraum ergibt sich durch eine Transformation aus CIE XYZ-Farbraum. Die Umrandung stellt die Menge der wahrnehmbaren Farben dar. RGB-Farbräume können zum Größenvergleich als Dreiecke eingezeichnet werden.

#### CIE UCS-Farbraum (Normfarbtafel, Chromatizitätsdiagramm)
Der CIE-UCS-Farbraum (uv- und u'v'-Farbtafel) ergibt sich durch eine Umrechnung aus dem CIE-xy-Farbraum. Die Farbabstände im Farbraum entsprechen den empfundenen Farbabständen besser. Die u'v'-Farbtafel ist auch Bestandteil des CIELUV-Farbraumsystems.

#### RG-Farbraum
Der RG-Farbraum  wurde für das maschinelle Sehen entwickelt. Es wird nur die Farbe des Lichtes ausgewertet (rot, gelb, grün), aber nicht seine relative Helligkeit als dunkel oder hell. Für die Orientierung beim künstlichen Sehen, etwa von Robotern, wird hier nur die Buntart als fixierte Größe, nicht die vom Blickwinkel abhängige Helligkeit ausgewählt.

#### RGK-Farbraum
aus Rot, Grün, Schwarz. Ein Farbraum des frühen Farbdruckes

### LMS-Farbraum
Der LMS-Farbraum ist ein Wahrnehmungsfarbraum, der auf der Rückmeldung der Zapfen in der Netzhaut des Auges beruht. Er wird für gewöhnlich in der psychometrischen Forschung genutzt.

### I1I2I3-Farbraum
Der I1I2I3-Farbraum ist ein rechentechnisch optimierter Raum der Bildverarbeitung.

### OSA Color System
Das OSA Color System ist ein gleichabständiger Farbraum der OSA (Optical Society of America). Er wurde erstmals 1947 veröffentlicht. Der Farbkörper ist ein Kuboktaeder.
 

## Materielle Farbräume
Materieller Farbraum in Form von Farbkatalog, Farbsammlung, Farbatlas, Farbfächer bedeutet, dass die Farben mit Mustern in verschiedener Form und auf unterschiedlichen Materialien wiedergegeben sind. Sie präsentieren einen Farbraum der gewählten Farbmittel auf einem definierten Substrat. Durch Abmischungen besitzen sie dennoch einen dreidimensionalen Aufbau.
Eigenschaften eines Materiellen Farbraums:
1. Die Farbmuster haben eine Kennzeichnung. Sie werden häufig numerisch oder alphanumerisch in Form von Tristimuluswerten oder durch ordnende Tabellen beschrieben.
2. Die Farbmuster sind häufig nach empfindungsgemäßen Größen, etwa Farbton, Farbsättigung oder Helligkeit klassifiziert.
3. Die Farbmuster sind meist in etwa visuell gleichabständig.
4. Die Anzahl der Farbmuster sind hunderte oder sogar tausende: Kataloge mit 20 bis 40 Farbtönen in jeweils fünf bis zehn Helligkeits- und Sättigungsstufen ergeben einen Umfang von 500 bis 4000 Farbmustern.

Liste gebräuchlicher Sammlungen:
- DIN-Farbenkarte – vom Deutschen Institut für Normung herausgegebene Farbreihen, farbmetrisch eindeutig definiert und visuell gleichmäßig gestuft[10]
- RAL-Farbsystem – von der RAL GmbH herausgegebene Farbkataloge mit genormten Farben, die mit Koordinaten im CIELab-Farbraum beschrieben werden
- HKS-Farbfächer – vom HKS Warenzeichenverband, vor allem für die Druckproduktion, in Deutschland sehr verbreitet
- Pantone Matching System (PMS) – 1963 von der Pantone LLC entwickelt, besonders im Druck-, Grafik- und Modebereich gebräuchlich, beinhaltet viele Sonderfarben
- Munsell-Farbsystem – 1943 von der Optical Society of America (OCA) durch die CIE-Farbmaßzahlen x, y und Y definierte Farben des von Munsell Ende des 19. Jahrhunderts entwickelten Farbraums; uniformes, beleuchtungsunabhängiges Farbsystem basierend auf 5 Hauptbunttönen und 5 Zwischenbunttönen
- OSA-UCS-Farbsystem – im Auftrag der Optical Society of America (OCA) erstelltes Farbsystem mit verbesserter Gleichabständigkeit, Farbkörper ist ein Kuboktaeder[9]
- Natural Colour System (NCS) – vom Skandinavischen Farbinstitut, standardisiert, beruht auf der Gegenfarbentheorie
- Coloroid-System – von der Technischen Universität in Budapest 1974 veröffentlichter Farbatlas für Architekten, basiert auf 48 Grundfarben, die „empfindungsgemäß ästhetisch annähernd in gleichen Entfernungen“ liegen[11]
- DB-Farbtonkarte – von der Deutschen Bahn, interne Norm zur Darstellung des Farbsystems für Stahlbauteile bei Ingenieurbauwerken, angelehnt an die RAL-Farben